# Володимир Кобзяр
Володимир Кобзяр, інколи згадується як Володимир Кобзар (нар. 18 січня 1909, Львів, Австро-Угорщина — пом. 15 серпня 1977, Нью-Йорк, США)  — польський, чехословацький, радянський та американський футболіст та футбольний тренер. Грав на позиції нападника. Також виступав за хокейну команду «Україна» (Львів).
За національністю — українець.

## Життєпис
У чемпіонаті Чехословаччини 1936/37 виступав за «Русь», в якому відзначився 2 голами в 9 зіграних матчах. Автор першого голу в футболці «Русі» в Першій лізі Чехословаччини (30 серпня 1936, Ужгород) проти «Находу».
В опитуванні спортивного тижневика «Змаг» по визначенню найкращого спортсмена України 1923—1938 років, яке проходило з кінця 1938 по березень 1939 років, з 1978 голосами посів 10-е місце (5-е місце серед футболістів).
Також виступав за хокейну команду «Україна» (Львів) (1927—1931).
По завершенні Другої світової війни емігрував до Сполучених Штатів Америки.
Наприкінці кар'єри у Сполучених Штатах Америки був граючим тренером.
У суботу, 15 листопада 1975 року, в Нью-Йорку взяв участь у святкуванні 50-річчя з дня заснування СК «Русь» (Ужгород). На святкуванні присутніми також були його товариші по команді, які виступали в Першій лізі, Едмунд Іванчо та Юрій Хома.
За версією газети «Український футбол» посідає четверте місце серед найкращих українських футболістів тридцятих років XX століття (2010).
По завершенні кар'єри гравця оселився в містечку Гантер, штат Нью-Йорк. Відкрив у ньому власний готель, який назвав на честь доньки — «Ксеня».

## Смерть
15 березня 1977 року Володимир відвозив на власному авто одного з працівників готелю «Ксеня». Раптом назустріч йому виїхало авто, яким керувала жінка, що везла дітей зі школи. Унаслідок лобового зіткнення обидва пасажири автомобіля Володимира загинули.

## Статистика виступів
Статистика виступів в еліті чехословацького футболу:
| Сезон                             | Матчі | Голи | Хвилини | Клуб             |
| --------------------------------- | ----- | ---- | ------- | ---------------- |
| Перша ліга Чехословаччини 1936/37 | 9     | 2    | 810     | «Русь» (Ужгород) |